# Дивизия Эспаня (Франция)
Дивизия лёгкой кавалерии Эспаня (фр. Division de cavalerie légère d'Espagne) — кавалерийская дивизия Франции периода наполеоновских войн.

## Подчинение и номер дивизии
- кавалерийская дивизия Армии Италии (2 марта 1805 года);
- кавалерийская дивизия 8-го армейского корпуса Великой Армии (9 декабря 1805 года);
- кавалерийская дивизия Армии Италии (26 декабря 1805 года);
- кавалерийская дивизия 1-го армейского корпуса Армии Неаполя (28 декабря 1805 года).

## Состав дивизии
на 16 августа 1805:
- командир — дивизионный генерал Жан-Луи Эспань
- заместитель командира — бригадный генерал Жозеф Лезюир
- начальник штаба — полковник штаба Жак Блондо
  - 3-й конно-егерский полк (командир — полковник Александр Грожан)
  - 4-й конно-егерский полк (командир — полковник Клод Брюгьер)
  - 15-й конно-егерский полк (командир — полковник Пьер Мурье)
  - 24-й драгунский полк (командир — полковник Клод-Эдм Трубль)
  - 29-й драгунский полк (командир — полковник Жак Авис)

на сентябрь 1805 года:
- командир — дивизионный генерал Жан-Луи Эспань
- начальник штаба — полковник штаба Жан-Пьер Рамель
- 1-я бригада (командир — бригадный генерал Сезар-Александр Дебель)
  - 15-й конно-егерский полк (командир — полковник Пьер Мурье) = 4 эскадрона / 506 человек
  - 19-й конно-егерский полк (командир — полковник Луи Брюэ) = 4 эскадрона / 413 человек[К 1]
  - 23-й конно-егерский полк (командир — полковник Жан-Пьер Брюйер) = 4 эскадрона / 499 человек[К 2]
- 2-я бригада (командир — бригадный генерал Кристоф Мерлен)
  - 3-й конно-егерский полк (командир — полковник Александр Грожан) = 4 эскадрона / 386 человек
  - 14-й конно-егерский полк (командир — полковник Жак Буде) = 4 эскадрона / 428 человек
  - 24-й конно-егерский полк (командир — полковник Антуан Морен) = 4 эскадрона / 424 человека
- артиллерия
  - 4-я рота 1-го полка конной артиллерии = 1 рота / 46 человек
  - 1-я рота 6-го бис-батальона артиллерийского обоза = 1 рота / 59 человек
    - Всего: 24 эскадрона, 2761 человек и 5 орудий

на 23 октября 1805 года:
- командир — дивизионный генерал Жан-Луи Эспань
- начальник штаба — полковник штаба Жан-Пьер Рамель
- 1-я бригада (командир — бригадный генерал Сезар-Александр Дебель)
  - 3-й конно-егерский полк (командир — полковник Александр Грожан) = 4 эскадрона / 386 человек
  - 14-й конно-егерский полк (командир — полковник Жак Буде) = 4 эскадрона / 428 человек
- 2-я бригада (командир — полковник Антуан Морен)
  - 15-й конно-егерский полк (командир — полковник Пьер Мурье) = 4 эскадрона / 506 человек
  - 24-й конно-егерский полк (командир — полковник Антуан Морен) = 4 эскадрона / 424 человека
    - Всего: 16 эскадронов, 1849 человек и 5 орудий

на 1 февраля 1806 года:
- командир — дивизионный генерал Жан-Луи Эспань
- начальник штаба — полковник штаба Жан-Пьер Рамель
  - 4-й конно-егерский полк (командир — полковник Клод Брюгьер) = 4 эскадрона / 421 человек
  - 25-й конно-егерский полк (командир — полковник Пьер-Бенуа Сульт) = 3 эскадрона / 459 человек
  - польские уланы = 455 человека
    - Всего: 1335 человек [1]

на 21 февраля 1806 года:
- командир — дивизионный генерал Жан-Луи Эспань
- начальник штаба — полковник штаба Жан-Пьер Рамель
  - 4-й конно-егерский полк (командир — полковник Клод Брюгьер) = 4 эскадрона / 321 человек
  - 14-й конно-егерский полк (командир — полковник Жак Буде) = 4 эскадрона / 354 человека
  - 25-й конно-егерский полк (командир — полковник Пьер-Бенуа Сульт) = 3 эскадрона / 354 человека
  - польские уланы = 383 человека
    - Всего: 1412 человек [2]

## Командование дивизии

### Командиры дивизии
- дивизионный генерал Жан-Луи Эспань (2 марта 1805 – )

### Начальники штаба дивизии
- полковник штаба Жак Блондо (2 марта 1805 – )
- полковник штаба Жан-Пьер Рамель

### Командиры бригад
- бригадный генерал Жозеф Лезюир ( – )
- бригадный генерал Сезар-Александр Дебель (11 сентября 1805 – )
- бригадный генерал Кристоф Мерлен (22 сентября 1805 – 1 февраля 1806)

### Комментарии
1. ↑  По ходу кампании был придан 2-й пехотной дивизии генерала Вердье
2. ↑  По ходу кампании был придан 1-й пехотной дивизии Генерала Гарданна